# Alexander Tchernoff
Alexander Tchernoff (Batavia (Nederlands-Indië), 14 januari 1942) is een Nederlands politicus van de VVD.
Zijn uit Oekraïne afkomstige vader studeerde tropische landbouw aan de Landbouwhoogeschool Wageningen waarna deze in Nederlands-Indië ging werken. Zijn uit Engeland afkomstige moeder had Russische voorouders. Hij is in 1967 aan de Rijksuniversiteit Leiden afgestudeerd in de rechten. Daarna ging hij werken als beleidsambtenaar op het Ministerie van Binnenlandse Zaken en in 1983 volgde zijn benoeming tot burgemeester van de toenmalige Drentse gemeente Eelde. Acht jaar later werd Tchernoff benoemd tot burgemeester van De Bilt wat hij zou blijven tot hij in januari 2007 met pensioen ging.